# 戴伊歐
戴伊歐（Samuelu Penitala Teo）吐瓦魯政治人物。2019年9月起擔任吐瓦魯國會議長至今。

## 生平
父親為吐瓦魯獨立後第一位吐瓦魯總督菲亚托·佩尼塔拉·坦奥。
1998年起當選為國會議員。歷任工程、能源和通訊部長（1999-2001）；自然資源部長（2001-2002）。2006年落選。2015年又當選。
戴伊歐曾於2017年訪問台灣。2022年以吐瓦魯國國會議長身分首度來訪台灣。